# Confinamento psiquiátrico de Christopher Smart

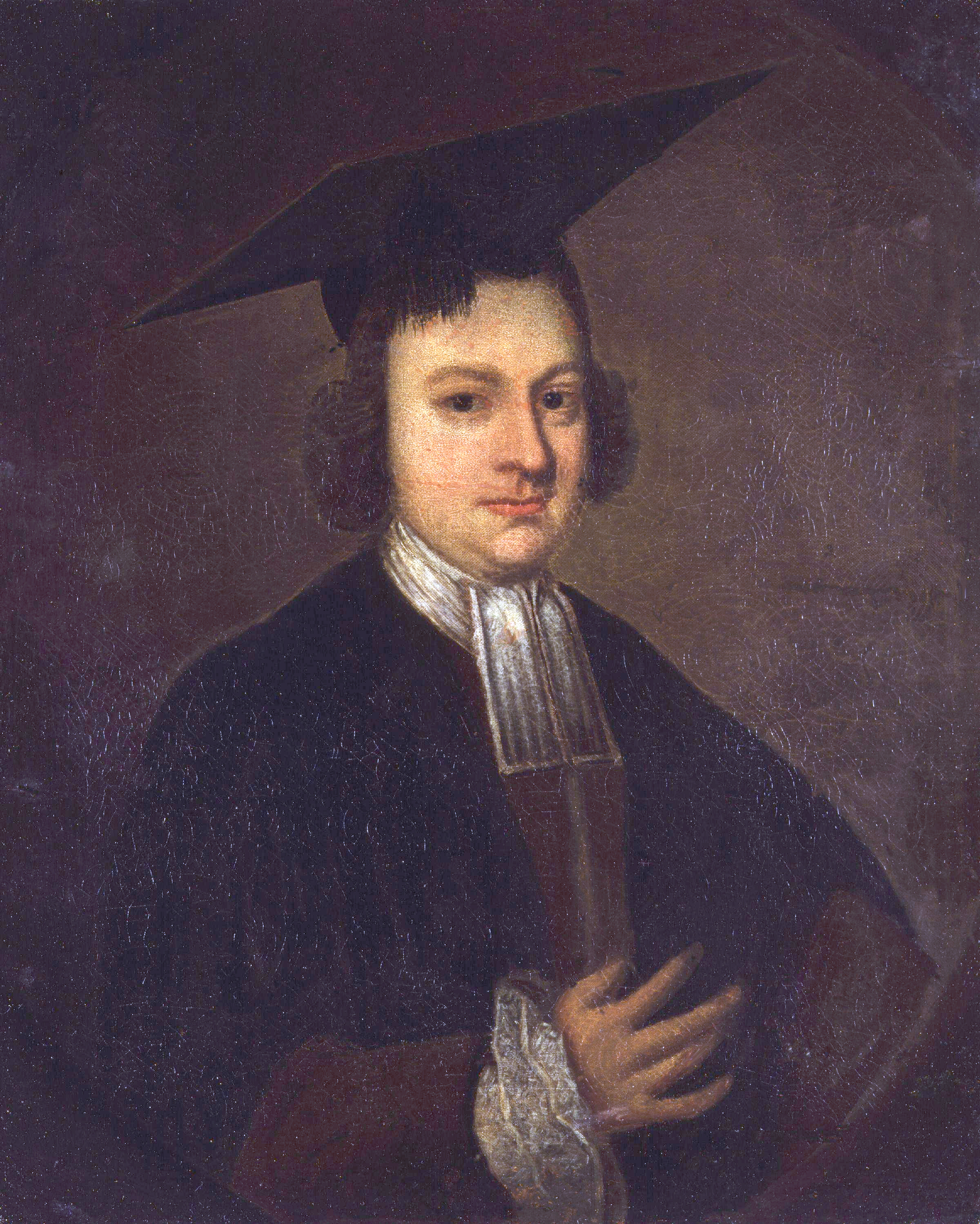
Christopher Smart

O poeta inglês Christopher Smart (1722-1771) ficou confinado em hospitais psiquiátricos de maio de 1757 até janeiro de 1763. Smart foi internado no St Luke's Hospital for Lunatics, Upper Moorfields, Londres, em 6 de maio de 1757. Ele foi levado para lá pelo seu sogro, John Newbery, embora ele possa ter sido confinado em um hospício particular antes disso. Enquanto estava no hospital, ele escreveu Jubilate Agno e Uma Música para David, os poemas que são considerados as suas maiores obras. Apesar de muitos de seus contemporâneos concordarem que Smart era "louco", os relatos de sua condição e suas comorbidades variavam, e alguns achavam que ele havia sido injustiçado.
Smart foi diagnosticado como "incurável" enquanto estava em St. Luke's, e quando os fundos de seu tratamento acabaram, ele foi transferido para o asilo de Mr. Potter's, em Bethnal Green. Tudo o que se sabe sobre seus anos de confinamento é que ele escreveu poesia. O isolamento de Smart levou-o a abandonar os gêneros poéticos do século XVIII que marcaram sua obra anterior e, também, a escrita de poesias religiosas como Jubilate Agno ("Alegrai-te no Cordeiro"). Sua poesia feita no asilo revela um desejo de "revelação sem intervenções", e é possível que a auto-avaliação encontrada em sua poesia represente uma expressão do cristianismo evangélico.
Os críticos do final do século XVIII, sentiram que a loucura de Smart os dava justificativa para ignorar sua poesia Uma Música para David, mas, durante o século seguinte, Robert Browning e seus contemporâneos consideraram que a sua condição seria a fonte de sua genialidade. Não foi antes do século XX, com a redescoberta de Jubilate Agno (não publicada até 1939), que os críticos reconsideraram o caso de Smart e começaram a vê-lo como um poeta revolucionário, possivelmente, uma trama de seu sogro, um editor, para silenciá-lo.

## Acontecimentos
Smart ficou confinado a asilos durante um período de debate sobre a natureza da loucura e seu tratamento. Durante o século XVIII, a loucura foi "mantida para revelar a verdade secreta e condenada ao silêncio e à exclusão como algo ininteligível pela razão e, portanto, ameaçadora para a sociedade e para a humanidade". Era comumente considerada uma aflição incurável cujos sofredores deveriam ser isolados da sociedade. O médico William Battie - que mais tarde tratou o Smart - escreveu: 
 [nós] achamos que a loucura é, ao contrário da opinião de algumas pessoas irrefletidas, tão tratável quanto muitas outras perturbações, que são igualmente terríveis e persistentes, e ainda assim não são encaradas como incuráveis, e que esses objetos infelizes não devem ser abandonados, muito menos trancados em prisões repugnantes como criminosos ou incômodos para a sociedade. 
 Em particular, Battie definiu loucura como "imaginação iludida". No entanto, ele foi atacado por outros médicos, como John Monro, que trabalhava no Hospital Bethlem.  Em suas observações sobre o tratado de loucura do Dr. Battie, Monro explicou que aqueles que estavam loucos tinham as percepções corretas da realidade, mas que não tinham a capacidade de julgar adequadamente. Embora Monro tenha promovido ideias de reforma, seu tratamento sugerido - agredir pacientes - era tão severo quanto a opção preferida de Battie, de isolar completamente os pacientes da sociedade.
Em 1758, Battie e outros argumentaram que aqueles considerados "loucos" foram alvo de abusos pelo sistema de asilo britânico e fizeram pressão por uma ação parlamentar. O Tratado de Loucura de Battie enfatizou os problemas de tratar os hospitais como atrações turísticas e das medidas punitivas tomadas contra os pacientes. Os argumentos de Battie e outros resultaram na aprovação da Lei de Regulamentação de Casas Privadas (1774), porém, era tarde demais para ajudar Smart.
Os críticos modernos, no entanto, têm uma visão mais cínica do uso do termo "loucura" no século XVIII ao diagnosticar pacientes. Por exemplo, o psiquiatra Thomas Szasz via a ideia da loucura como arbitrária e antinatural. Concordando com a posição de Szasz, o filósofo Michel Foucault enfatizou que os asilos eram usados no século XVIII para atacar pontos de vista contrários e que a ideia de loucura era um medo cultural mantido pelo público britânico, e não uma condição médica legítima. Em particular, Foucault considerou o século XVIII uma época de "grande confinamento". Essa descrição é consistente com os escritos de Smart, de 1760, sobre o assunto em que, de acordo com Thomas Keymer, "a categoria de loucura é insistentemente relativizada e parece pouco mais que a invenção de uma sociedade estrategicamente preocupada em desacreditar todas as declarações ou condutas que ameaçam seus interesses e normas".
O tratamento dos pacientes internados no século XVIII era simples: eles deveriam ser alimentados diariamente com uma dieta leve de pão, aveia, um pouco de carne ou queijo e uma pequena quantidade de cerveja, alimentação inadequada para atender às necessidades nutricionais diárias; eles também tiveram contato negado com pessoas de fora, incluindo membros da família; e eles teriam acesso negado àquilo que era considerado a causa de sua loucura (essas causas variavam de álcool ou comida a trabalho externo). Se suas ações aparecessem "novamente e sem causa atribuível", então sua condição seria rotulada como loucura "original" e considerada incurável. Uma instituição como a St. Luke's, administrada por Battie, mantinha pacientes "curáveis" e "incuráveis". Havia poucos lugares disponíveis para os pacientes receberem tratamento gratuito e muitos foram liberados após um ano com o intuito de abrir espaço para novas admissões.

## 18em
1. ↑  Smith and Sweeny 1997 p. 16
2. ↑  Keymer 2003 p. 144
3. ↑  Battie 1758 p. 93
4. 1 2  Mounsey 2001 p. 209
5. ↑  Keymer 2003 pp. 184–185
6. ↑  Szasz 1972 pp. xv–xvi
7. ↑  Foucault 1989 pp. 38–64
8. ↑  Foucault 1989 p. 6
9. ↑  Keymer 2003 p. 183
10. ↑  Mounsey 2001 p. 205
11. ↑  Mounsey 2001 p. 204
12. ↑  Mounsey 2001 p. 206
13. ↑  Mounsey 2001 p. 207